# Эспевэр
Эспевэр (норв. Espevær) остров в коммуне Бёмлу в Норвегии, расположенный западнее Бёмлу в фюльке Хордаланн.

## Население и социальная инфраструктура
Эспевэр является рыбацкой деревушкой с богатой историей и культурным наследием. Сегодня население составляет около 100 человек. Эспевэр — самодостаточный населенный пункт: на острове есть магазин, почта, банк, паб, детский сад и школа.

## Транспортная доступность
До Эспевэра можно добраться из Эйдесвика прямым паромом компании GulenSkyss, дорога занимает 10 минут.

## Достопримечательности

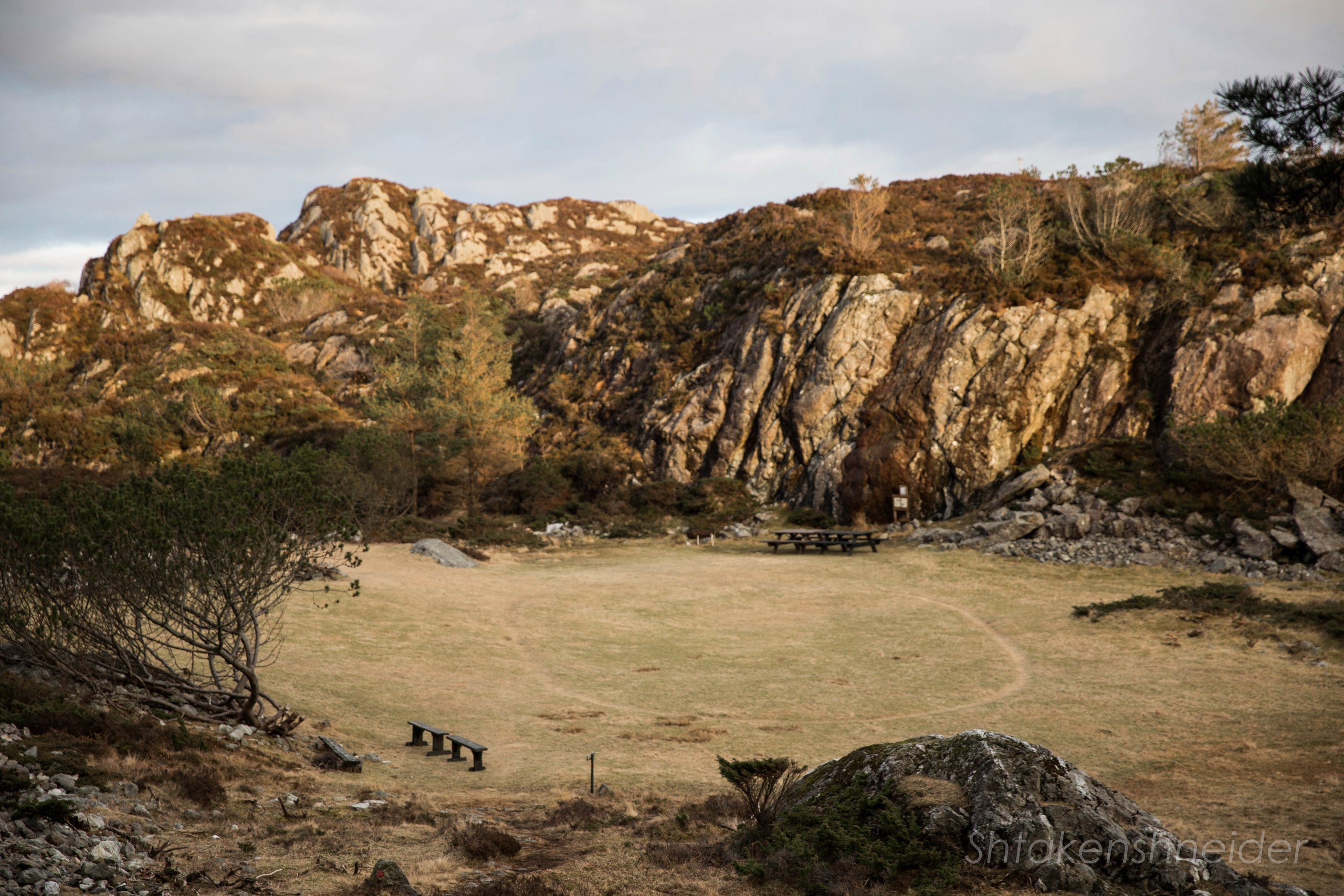
Ufo ringen

- Ufo ringen, дословно переводится с норвежского как «Кольцо НЛО» — главная достопримечательность острова. По легенде, в 1976 году на Пасху на полянке жители острова обнаружили вытоптанное кольцо неизвестного происхождения. Происхождением кольца занимались ученые из Университета Бергена, но они лишь заключили, что явление не имеет ботанической природы. Также ученые рассчитали, что для совершения такого воздействия на траву и почву понадобился бы объект весом не менее 50 тонн, и вряд ли жители острова не заметили бы его. С тех пор изучением загадочного объекта никто не занимался, но жители острова считают, что к этому причастны инопланетяне.
- Кабельный паром — связывает мелкие острова с основным, позволяя тем самым жителям быстро добраться до школы, магазина, работы или банка. Конечной станцией является место швартовки экспресса до Эйдесвика.